# Turquestán Oriental

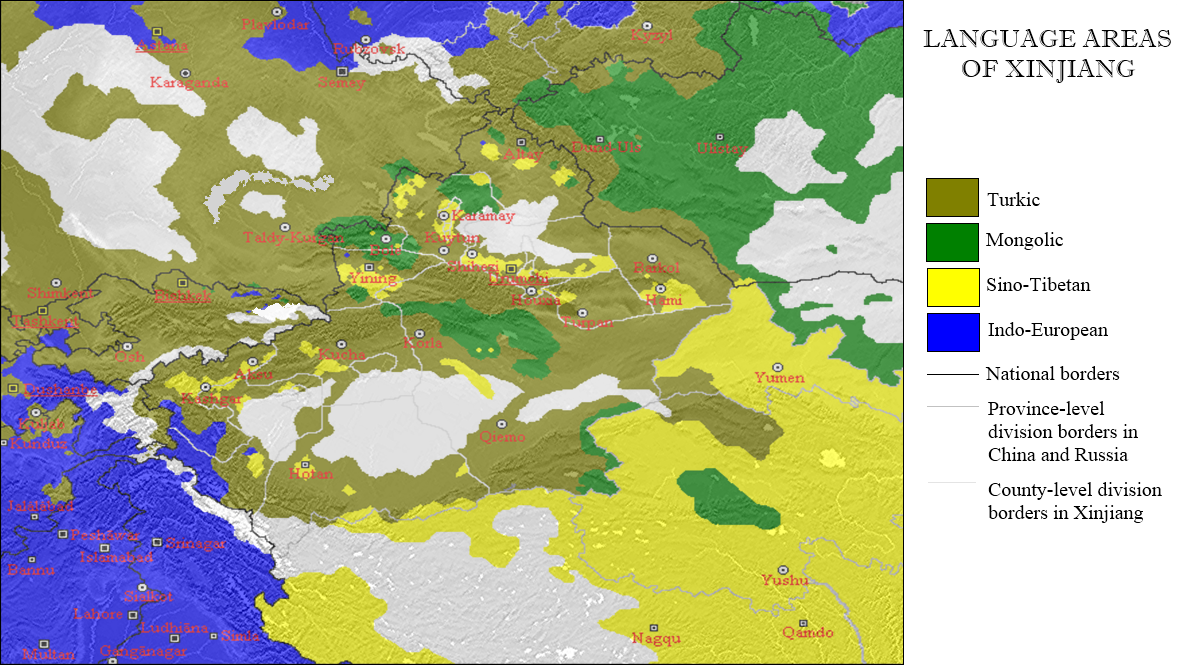
Las lenguas del Turquestán Oriental.

El Turquestán Oriental o Turquestán del Este (en uigur: شەرقىي تۈركىستان, Шәрқий Түркистан, Shərqiy Türkistan), también conocido como Uyghurstan o Uiguristán, es un término político con múltiples significados según el contexto y el uso. Históricamente, el término fue inventado por turcólogos rusos como Nikita Bichurin en el siglo XIX para reemplazar el término Turquestán chino, que se refería a la cuenca del Tarim en la parte suroeste de la provincia de Sinkiang de la dinastía Qing. El topónimo medieval persa «Turquestán» y sus derivados no fueron utilizados por la población local de la región más grande, y China tenía su propio nombre para un área superpuesta desde la dinastía Han como Xiyu, con las partes controladas por China llamadas Sinkiang (Xinjiang) desde el siglo XVIII en adelante. El nombre histórico uigur para la cuenca del Tarim es Altishahr, que significa «seis ciudades» en uigur.
A partir del siglo XX, los separatistas uigures y sus partidarios utilizaron el Turquestán Oriental (o «Uigurestán») como una denominación para todo Sinkiang, o para un futuro estado independiente en la actual Región Autónoma Uigur de Sinkiang (presumiblemente con Urumchi como su capital). Rechazan el nombre de «Sinkiang» (Xinjiang) debido a una perspectiva supuestamente china reflejada en el nombre, y prefieren el de «Turquestán Oriental» para enfatizar la conexión con otros grupos turcos del oeste. Sin embargo, incluso en la escritura nacionalista, el Turquestán Oriental conservó su significado geográfico más antiguo y más estrecho. En China, el término tiene connotaciones negativas debido a sus orígenes en el colonialismo europeo y al uso actual de los grupos militantes. El gobierno de China desalienta activamente su uso.
Antes de la conquista por el kanato de Zungaria en la conquista zúngara de Altishahr, el Turquestán Oriental se llamaba Mogolistán («tierra de los mongoles»), y fue gobernado por descendientes de Gengis Kan en el kanato de Yarkand (kanato de Chagatai). Los uigures en Turfan solicitaron que la dinastía Qing los liberara del gobierno de Zungaria. La dinastía Qing se alió con el gobernante musulmán Emin Khoja, destruyó el kanato de Zungaria, que dominó el Turquestán Oriental.

## Uso en la actualidad

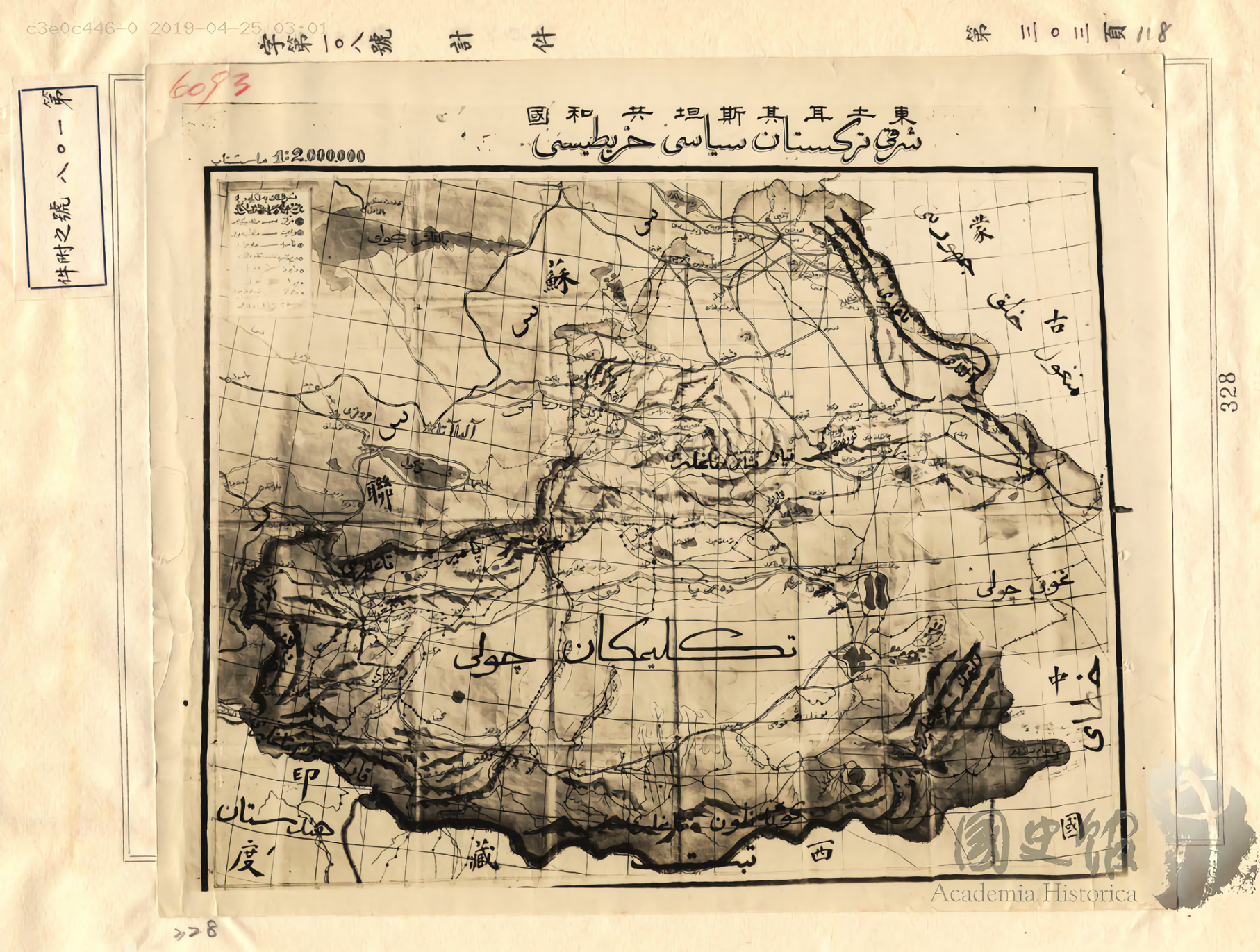
Mapa político de la República de Turkestán Oriental en 1947

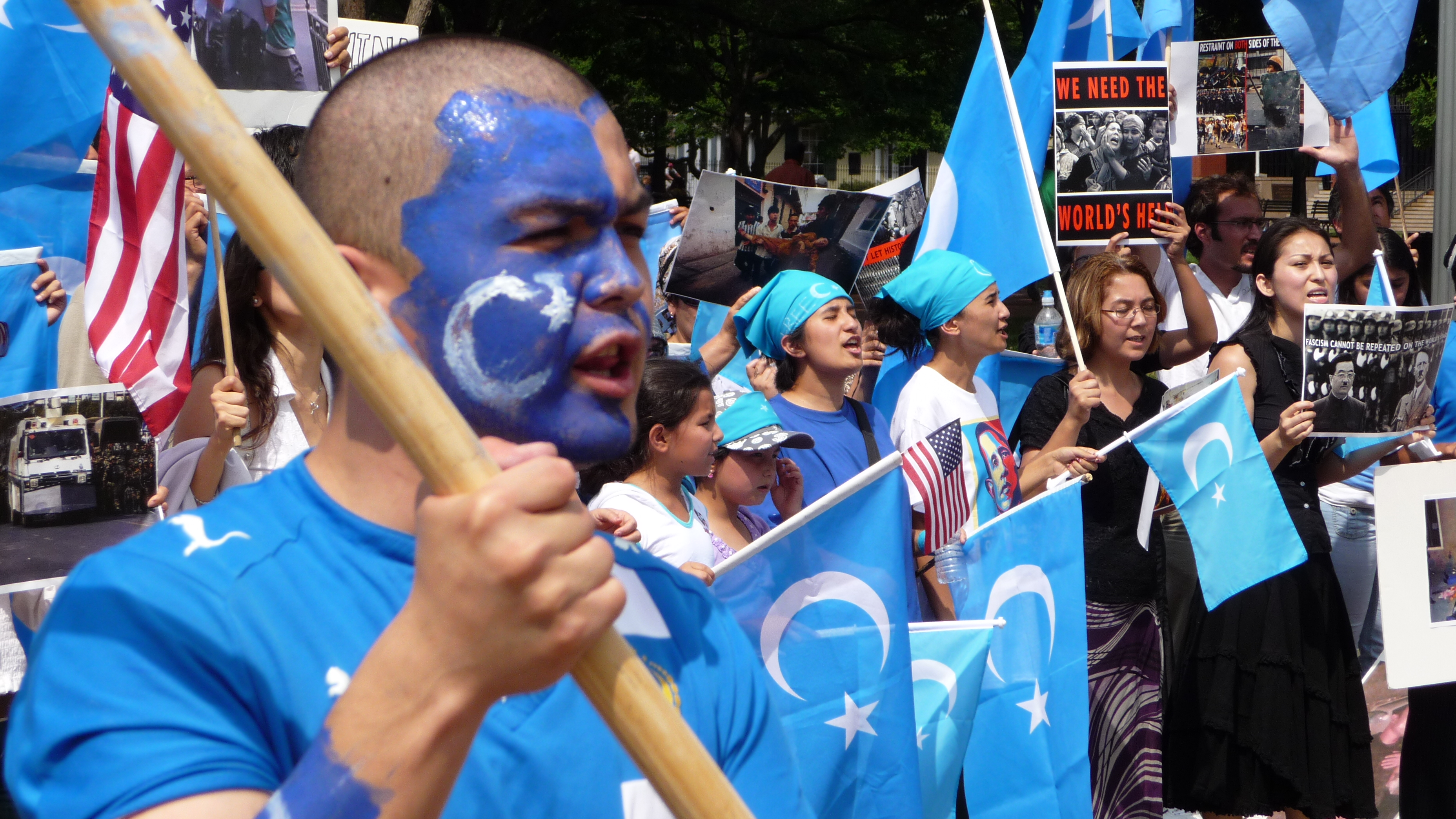
El término «Turquestán Oriental» es utilizado principalmente por, y se encuentra asociado con los separatistas uyghures (protesta de emigrados en Washington D. C.).

El término «Turquestán Oriental» se encuentra fuertemente relacionado con la política. En general, la mayoría de los topónimos de sitios en Asia Central —si bien sus fronteras y la inclusión de Sinkiang en ella son temas bajo disputa— no reflejan la diversidad de la región. Como la historia de Sinkiang en particular se encuentra discutida entre el gobierno de China y los separatistas uigures, el nombre oficial y común de Sinkiang [Región Autónoma Uigur] (con su versión uigur Shinjang) es rechazada por aquellos que buscan la independencia.
«Turquestán Oriental», es un término de raíces rusas, que afirma una continuidad con un «Turquestán Occidental», o los estados ahora independientes de Asia Central Soviética. Sin embargo no todos dichos estados aceptan la denominación de «Turquestán»; la población de Tayikistán de lengua persa se encuentra más identificada con Irán y Afganistán. Para los separatistas, Turquestán Oriental es un término análogo a Sinkiang, o el estado independiente que el movimiento independentista de Turquestán Oriental quisiera liderar en Sinkiang. Los que proponen el término «Turquestán Oriental» argumentan que el nombre Sinkiang (en chino, 新疆; pinyin, Xīnjiāng; Wade-Giles, Hsin1-chiang1) es arrogante, porque si los caracteres chinos se interpretan de manera literal y no como un nombre propio, entonces Sinkiang significa «Nuevo territorio».
La traducción oficial de Sinkiang es «antiguo territorio devuelto a sus orígenes». Algunos estudiosos chinos han propuesto cambiar el nombre de la región, o utilizar el término antiguo Xiyu, afirmando que «Sinkiang» puede mal interpretarse y dar a entender que Sinkiang es una parte «nueva» de China. Otros por el contrario defienden el nombre, haciendo notar que Sinkiang fue nuevo para la antigua dinastía Qing, que fue la que le dio a Sinkiang su nombre actual.
Respecto al uso moderno que hacen los separatistas, «Uigurestán», que significa «tierra de los uigures», es un sinónimo de Sinkiang o un estado potencial en Sinkiang, similar a «Turquestán Oriental». No existe consenso entre los separatistas sobre si utilizar las denominaciones «Turquestán Oriental» o «Uigurestán»; «Turquestán Oriental» posee la ventaja de ser también el nombre de dos entidades políticas históricas en la región, mientras que «Uigurestán» es atractivo ante las ideas modernas de autodeterminación étnica. Uigurestán marca también un énfasis diferente en que excluye más pueblos en Sinkiang que solo a los Han, pero el movimiento por «Turquestán Oriental» es todavía un fenómeno uigur. Los kazajos y musulmanes Hui son alienados en gran parte por el movimiento, al igual que los uigures que viven en proximidades de las provincias del este de China. El sentimiento separatista es más fuerte en la diáspora uigur, que practica lo que se ha dado en llamar el cyber-separatismo, favoreciendo el uso del nombre «Turquestán Oriental» en sus sitios web y literatura. Históricamente «Uigurestán» hace referencia a la región del oasis del noreste de Kumul-Turfan. «Turquestán Chino», si bien es sinónimo con Turquestán Oriental de un punto de vista histórico, no se utiliza en la actualidad, rechazado por los separatistas uigures por la parte «China» del nombre y por China por la parte «Turquestán».
En China, los términos «Turquestán Oriental», «Uigurestán», y aun «Turquestán» a secas poseen connotaciones de antiguo imperialismo occidental y de las antiguas repúblicas de Turquestán Oriental, y de los grupos militantes modernos, tales como el Movimiento Islámico de Turquestán Oriental (MITO). El gobierno de China engloba la violencia ejercida por los diversos grupos separatistas, tales como MITO y la Organización para la Liberación de Turquestán Oriental, bajo el rótulo simplificado de Fuerzas de Turquestán Oriental. Las misiones diplomáticas chinas han objetado a aquellos extranjeros que utilizan el término «Turquestán Oriental». Ellos sostienen que el término es político y ya no posee un significado geográfico o histórico, y que su uso es una «provocación» a la soberanía de China. Las definiciones históricas de «Turquestán Oriental» son variadas y ambiguas, indicando que más allá de la administración China, la zona que hoy se denomina «Sinkiang» no era una región única ni en sus aspectos geográficos como tampoco históricos.